# Borzymów
Borzymów – wieś w Polsce, położona w województwie świętokrzyskim, w powiecie staszowskim, w gminie Oleśnica.
| SIMC    | Nazwa     | Rodzaj    |
| ------- | --------- | --------- |
| 0257012 | Nowa Wieś | część wsi |

W latach 1954–1959 wieś należała i była siedzibą władz gromady Borzymów, po jej zniesieniu w gromadzie Oleśnica. W latach 1975–1998 miejscowość administracyjnie należała do województwa kieleckiego.